# Маркетинг на много нива
Маркетингът на много нива (ММН, на английски: Multi-level Marketing, MLM) е маркетингова стратегия, в която хората, които отговарят за продажбите, получават финансова компенсация не само за лично осъществените продажби, но и за продажбите на други хора, които те са поканили в бизнеса. Така се създава верига от дистрибутори и йерархия на нива на компенсация. Други термини за ММН са пирамида на продажбите, мрежов маркетинг, и маркетинг на позоваванията.
Най-често от отговорниците по продажби се очаква да продават продукти директно на потребителите чрез позоваване на лични отношения и чрез маркетинг от уста на уста. Някои употребяват израза „директна продажба“ като синоним на ММН, въпреки че ММН е само една разновидност на директните продажби, а самите те се появяват още преди векове като амбулантна търговия.
ММН компаниите често са обект на критика и съдебни дела. Критиката се фокусира върху тяхното подобие с незаконните финансови пирамиди, фиксирането на цените на продуктите, високата цена на начален пакет, наблягането на вербуването на нови отговорници по продажби на ниско ниво за сметка на действителни продажби, насърчаването или дори изискването от отговорниците по продажби да закупуват и използват продуктите на компанията, потенциалната експлоатация на личните взаимоотношения, които се използват за нови продажби и обекти на вербуване, сложните и понякога преувеличени схеми на компенсация и напомнящите на култ техники, които се прилагат в някои групи, за да се увеличат ентусиазма и предаността на членовете им.
На ММН противостои маркетингът на едно ниво, при който отговарящият за продажбите бива възнаграждаван за всяка директната продажба на продукта на потребител.